# Enneapogon cylindricus
Enneapogon cylindricus är en gräsart som beskrevs av Nancy Tyson Burbidge. Enneapogon cylindricus ingår i släktet Enneapogon och familjen gräs. Inga underarter finns listade i Catalogue of Life.